# Горбушин, Дмитрий Андреевич
Дми́трий Андре́евич Горбу́шин (укр. Дмитро Андрійович Горбушин; род. 31 мая 1986, Рубежное, Ворошиловградская область) — украинский и российский футболист, полузащитник.

## Карьера

### Клубная
Футболом начал заниматься в 1993 году в родном городе Рубежное. Профессиональную карьеру начал в возрасте 17 лет в 2003 году в алчевской «Стали», вместе с которой вышел в Высшую лигу чемпионата Украины в 2005 году, где и играл до 2007 года, когда перешёл в киевское «Динамо», в составе которого, однако, закрепиться не смог, поэтому был отдан в аренду луганской «Заре». В 2008 году перешёл в «Кубань». Летом 2008 года получил российское гражданство, тем самым, перестав быть в российском чемпионате легионером. Сыграл за «Кубань» 22 матча, из которых 2 в Премьер-лиге, забил 5 мячей.
4 августа 2009 года на правах аренды перешёл в новороссийский «Черноморец», в составе которого и доиграл сезон, проведя 14 матчей и забив 4 мяча в ворота соперников. По завершении срока аренды вернулся в «Кубань», с которой 18 января 2010 года отправился на первый зарубежный сбор и в итоге провёл весь сезон, сыграв 23 матча и став, вместе с командой, победителем Первого дивизиона России. 24 ноября появилась информация, что тренерский штаб «Кубани» решил расстаться с Дмитрием, а 10 января 2011 года было сообщено, что Горбушин не отправился с «Кубанью» на первый зарубежный сбор в Турцию, поскольку клуб решает вопрос о его трудоустройстве в другую команду.
Горбушину пришло предложение об аренде в новороссийский «Черноморец», за который он выступал в 2009 году. После нескольких сборов он дал положительный ответ, и контракт был подписан.

### В сборной
Выступал за юношеские и молодёжную сборные Украины.

## Достижения
«Кубань»
- Победитель Первого дивизиона России: 2010
- 2-е место в Первом дивизионе России: 2008